# كريستين هوف
كريستين هوف هي متزلجة فنية كندية، ولدت في 9 أكتوبر 1969 في رنفرو ‏ في كندا.

## وصلات خارجية
- كريستين هوف على موقع أوليمبيديا (الإنجليزية)
- كريستين هوف على موقع IMDb (الإنجليزية)